# Leptodactylus rugosus
Leptodactylus rugosus är en groddjursart som beskrevs av Noble 1923. Leptodactylus rugosus ingår i släktet Leptodactylus och familjen tandpaddor. IUCN kategoriserar arten globalt som livskraftig. Inga underarter finns listade i Catalogue of Life.